# 牧野千佐
牧野 千佐（まきの ちさ、生没年不詳）は、薩摩藩主・島津重豪の側室。資料によっては「千佐子」とも書かれる。姓は牧野氏。
千佐は藩主・重豪や家臣が驚く程の大柄の女性で、大酒豪として知られた重豪が圧倒されるほどの大酒飲みだったと言われ、惚れ込んだ重豪の求めによって文化5年（1797年）頃に側室となり、重豪十三男の黒田長溥、貢姫（戸沢正令正室、戸沢正実実母）などを生む。長溥もまた、大柄だったと伝わる。
生没年は不明であるが、明治時代初期の動乱期に亡くなったと言われている。